# Le Pallet
 Le Pallet  es una población y comuna francesa, situada en la región de Países del Loira, departamento de Loira Atlántico, en el distrito de Nantes y cantón de Vallet.

## Demografía
| 1371 | 1442 | 1507 | 1857 | 2070 | 2394 |
| Para los censos de 1962 a 1999 la población legal corresponde a la población sin duplicidades (Fuente: INSEE [Consultar]) |      |      |      |      |      |